# Алешис Сантос
Алешис Манасас да Силва Сантос (порт. Alexis Manaças da Silva Santos; Лисабон, 23. март 1992) португалски је пливач чија специјалност су трке мешовитим стилом на 200 метара, а такмичи се и у спринтерским тркама слободним и леђним стилом.

## Спортска каријера
Сантос се појавио на међународној сцени 2009. као учесник европског првенства за јуниоре у Прагу где је пливао у финалу штафетне трке на 4×100 мешовито. У сениорској конкуренцији дебитовао је на светском првенству у малим базенима 2012, али без неких запаженијих резултата. Потом су суледили наступи на светским првенствима у Барселони 2013. (12. на 400 мешовито и 20. место на 50 леђно) и Казању 2015. (28. на 50 леђно и 26. на 400 мешовито), а први запаженији резултат остварио је на ЛОИ 2016. у Рију где је успео да се пласира у полуфинале трке на 200 мешовито (укупно 12. време). У Рију је пливао и на 400 мешовито и заузео 14. место у квалификацијама. Пре наступа у Рију учестовао је на европском првенству у Лондону где је освојио и прву медаљу у каријери, бронзу на 200 мешовито. Учестовао је и на светском првенству у Будимпешти 2017. године.
Другу медаљу у каријери освојио је на Медитеранским играма 2018. у шпанској Тарагони, пошто је трку на 200 мешовито испливао као трећепласирани.
На светском првенству у Квангџуу 2019. такмичио се у три дисциплине, а најбољи резултат остварио је у трци на 200 мешовито коју је окончао на 12. месту у полуфиналу, што је био уједно и његов најбољи резултат на светским првенствима у каријери. У трци на 50 леђно зазузео је 30. место у квалификацијама, док је као члан португалске штафете на 4×200 слободно био на двадесетој позицији.